# Легка атлетика на літніх Олімпійських іграх 2004
Змагання з легкої атлетики на літніх Олімпійських іграх 2004 були проведені з 18 по 27 серпня в Афінах.

## Призери

### Чоловіки
| Дисципліни                              | Золото | Золото      | Срібло                                                                                 | Срібло   | Бронза                                                         | Бронза   |
| --------------------------------------- | --- | ----------- | -------------------------------------------------------------------------------------- | -------- | -------------------------------------------------------------- | -------- |
| 100 метрів (вітер: 0,6 м/с)             | Джастін Гетлін · США                                                                                           | 9,85        | Френсіс Обіквелу · Португалія                                                          | 9,86     | Моріс Грін · США                                               | 9,87     |
| 200 метрів (вітер: 1,2 м/с)             | Шон Кроуфорд · США                                                                                             | 19,79       | Бернард Вільямс · США                                                                  | 20,01    | Джастін Гетлін · США                                           | 20,03    |
| 400 метрів                              | Джеремі Ворінер · США                                                                                          | 44,00       | Отіс Гарріс · США                                                                      | 44,16    | Деррік Брю · США                                               | 44,42    |
| 800 метрів                              | Юрій Борзаковський · Росія                                                                                     | 1.44,45     | Мбулані Мулаудзі · Південно-Африканська Республіка                                     | 1.44,61  | Вілсон Кіпкетер · Данія                                        | 1.44,65  |
| 1500 метрів                             | Гішам ель Герруж · Марокко                                                                                     | 3.34,18     | Бернард Лагат · Кенія                                                                  | 3.34,30  | Руй Сілва · Португалія                                         | 3.34,68  |
| 5000 метрів                             | Гішам ель Герруж · Марокко                                                                                     | 13.14,39    | Кененіса Бекеле · Ефіопія                                                              | 13.14,59 | Еліуд Кіпчоґе · Кенія                                          | 13.15,10 |
| 10000 метрів                            | Кененіса Бекеле · Ефіопія                                                                                      | 27.05,10 OR | Сілеші Сігіне · Ефіопія                                                                | 27.09,39 | Зерсенай Тадесе · Еритрея                                      | 27.22,57 |
| 110 метрів з бар'єрами (вітер: 0,3 м/с) | Лю Сян · Китай                                                                                                 | 12,91 WR    | Терренс Треммелл · США                                                                 | 13,18    | Аньєр Гарсія · Куба                                            | 13,20    |
| 400 метрів з бар'єрами                  | Фелікс Санчес · Домініканська Республіка                                                                       | 47,63       | Денні Мак-Фарлейн · Ямайка                                                             | 48,11    | Наман Кейта · Франція                                          | 48,26    |
| 3000 метрів з перешкодами               | Єзекіїль Кембої · Кенія                                                                                        | 8.05,81     | Брімін Кіпруто · Кенія                                                                 | 8.06,11  | Пол Кіпсіле Коеч · Кенія                                       | 8.06,64  |
| 4×100 метрів                            | Велика Британія Джейсон Гарденер Даррен Кемпбелл Марлон Девоніш Марк Льюїс-Френсіс                             | 38,07       | США · Шон Кроуфорд · Джастін Гетлін · Кобі Міллер · Моріс Грін · Дарвіс Петтон (забіг) | 38,08    | Нігерія Олусоджі Фасуба Ученна Емедолу Аарон Егбеле Деджі Аліу | 38,23    |
| 4×400 метрів                            | США · Отіс Гарріс · Деррік Брю · Джеремі Ворінер · Дарольд Вільямсон · Ендрю Рок (забіг) · Келлі Віллі (забіг) | 2.55,91     | Австралія Джон Стеффенсен Марк Ормрод Патрік Дваєр Клінтон Гілл                        | 3.00,60  | Нігерія Джеймс Годдей Муса Ауду Сол Вейгопва Енефіок Удо-Обонг | 3.00,90  |
|                                         | |             |                                                                                        |          |                                                                |          |
| Марафон                                 | Стефано Бальдіні · Італія                                                                                      | 2:10.55     | Мебрахтом Кефлезгі · США                                                               | 2:11.29  | Вандерлей ді Ліма · Бразилія                                   | 2:12.11  |
| Ходьба 20 кілометрів                    | Івано Бруньєтті · Італія                                                                                       | 1:19.40     | Франсіско Хав'єр Фернандес · Іспанія                                                   | 1:19.45  | Натан Дікс · Австралія                                         | 1:20.02  |
| Ходьба 50 кілометрів                    | Роберт Коженьовський · Польща                                                                                  | 3:38.46     | Денис Нижегородов · Росія                                                              | 3:42.50  | Олексій Воєводін · Росія                                       | 3:43.34  |
|                                         | |             |                                                                                        |          |                                                                |          |
| Стрибки у висоту                        | Стефан Гольм · Швеція                                                                                          | 2,36        | Метт Гемінгвей · США                                                                   | 2,34     | Ярослав Баба · Чехія                                           | 2,34     |
| Стрибки з жердиною                      | Тімоті Мек · США                                                                                               | 5,95 OR     | Тобі Стівенсон · США                                                                   | 5,90     | Джузеппе Джибіліско · Італія                                   | 5,85     |
| Стрибки у довжину                       | Двайт Філліпс · США                                                                                            | 8,59        | Джон Моффітт · США                                                                     | 8,47     | Хоан Ліно Мартінес · Іспанія                                   | 8,32     |
| Потрійний стрибок                       | Християн Ульссон · Швеція                                                                                      | 17,79       | Маріан Опря · Румунія                                                                  | 17,55    | Данило Буркеня · Росія                                         | 17,48    |
| Штовхання ядра                          | Адам Нельсон · США                                                                                             | 21,16       | Йоахім Ольсен · Данія                                                                  | 21,07    | Мануель Мартінес · Іспанія                                     | 20,84    |
| Метання диска                           | Віргіліюс Алекна · Литва                                                                                       | 69,89 OR    | Кьоваго Зольтан · Угорщина                                                             | 67,04    | Александер Таммерт · Естонія                                   | 66,66    |
| Метання молота                          | Мурофусі Кодзі · Японія                                                                                        | 82,91       | Ешреф Апак · Туреччина                                                                 | 79,51    | Вадим Дев'ятовський · Білорусь                                 | 78,82    |
| Метання списа                           | Андреас Торкільдсен · Норвегія                                                                                 | 86,50       | Вадімс Василевскіс · Латвія                                                            | 84,95    | Сергій Макаров · Росія                                         | 84,84    |
|                                         | |             |                                                                                        |          |                                                                |          |
| Десятиборство                           | Роман Шебрле · Чехія                                                                                           | 8893 OR     | Браян Клей · США                                                                       | 8820     | Дмитро Карпов · Казахстан                                      | 8725     |

### Жінки
| Дисципліни                              | Золото | Золото   | Срібло | Срібло   | Бронза                                                                           | Бронза   |
| --------------------------------------- | --- | -------- | --- | -------- | -------------------------------------------------------------------------------- | -------- |
| 100 метрів (вітер: -0,1 м/с)            | Юлія Нестеренко · Білорусь                                                                                                | 10,93    | Лорін Вільямс · США                                                                                                | 10,96    | Вероніка Кемпбелл · Ямайка                                                       | 10,97    |
| 200 метрів (вітер: 0,8 м/с)             | Вероніка Кемпбелл · Ямайка                                                                                                | 22,05    | Еллісон Фелікс · США                                                                                               | 22,18    | Деббі Фергюсон-Маккензі · Багамські Острови                                      | 22,30    |
| 400 метрів                              | Тонік Вільямс-Дарлінг · Багамські Острови                                                                                 | 49,41    | Ана Гевара · Мексика                                                                                               | 49,56    | Наталія Антюх · Росія                                                            | 49,89    |
| 800 метрів                              | Келлі Голмс · Велика Британія                                                                                             | 1.56,38  | Гасна Бенгассі · Марокко                                                                                           | 1.56,43  | Іоланда Чеплак · Словенія                                                        | 1.56,43  |
| 1500 метрів                             | Келлі Голмс · Велика Британія                                                                                             | 3.57,90  | Тетяна Томашова · Росія                                                                                            | 3.58,12  | Марія Чонкан · Румунія                                                           | 3.58,39  |
| 5000 метрів                             | Месерет Дефар · Ефіопія                                                                                                   | 14.45,65 | Ізабелла Очічі · Кенія                                                                                             | 14.48,19 | Тірунеш Дібаба · Ефіопія                                                         | 14.51,83 |
| 10000 метрів                            | Сін Хвейна · Китай | 30.24,36 | Еджегаєгу Дібаба · Ефіопія                                                                                         | 30.24,98 | Дерарту Тулу · Ефіопія                                                           | 30.26,42 |
| 100 метрів з бар'єрами (вітер: 1,5 м/с) | Джоанна Гейс · США | 12,37 OR | Олена Красовська · Україна                                                                                         | 12,45    | Мелісса Моррісон · США                                                           | 12,56    |
| 400 метрів з бар'єрами                  | Фані Халкія · Греція | 52,82    | Йонела Тирля-Манолаке · Румунія                                                                                    | 53,38    | Тетяна Терещук-Антипова · Україна                                                | 53,44    |
| 4×100 метрів                            | Ямайка Тайна Лоренс Шерон Сімпсон Елін Бейлі Вероніка Кемпбелл Беверлі Мак-Дональд (забіг)                                | 41,73    | Росія Ольга Федорова Юлія Табакова Ірина Хабарова Лариса Круглова                                                  | 42,27    | Франція · Веронік Манг · Мюріель Юртіс · Сільвіан Фелікс · Крістін Аррон         | 42,54    |
| 4×400 метрів                            | США · Діді Троттер · Монік Гендерсон · Саня Річардс · Монік Геннаган · Мушаумі Робінсон (забіг) · Крістал Кокс (забіг) DQ | 3.19,01  | Росія Олеся Красномовець Наталія Назарова Олеся Зикіна Наталія Антюх Тетяна Фірова (забіг) Наталія Іванова (забіг) | 3.20,16  | Ямайка Новлін Вільямс Мішель Бургер Надя Деві Сенді Річардс Ронетта Сміт (забіг) | 3.22,00  |
|                                         | |          | |          |                                                                                  |          |
| Марафон                                 | Ногуті Мідзукі · Японія                                                                                                   | 2:26.20  | Кетрін Ндереба · Кенія                                                                                             | 2:26.32  | Діна Кастор · США                                                                | 2:27.20  |
| Ходьба 20 кілометрів                    | Афанасія Цумелека · Греція                                                                                                | 1:29.12  | Олімпіада Іванова · Росія                                                                                          | 1:29.16  | Джейн Севілл · Австралія                                                         | 1:29.25  |
|                                         | |          | |          |                                                                                  |          |
| Стрибки у висоту                        | Олена Слесаренко · Росія                                                                                                  | 2,06 OR  | Гестрі Клуте · Південно-Африканська Республіка                                                                     | 2,02     | Віта Стьопіна · Україна                                                          | 2,02     |
| Стрибки з жердиною                      | Олена Ісинбаєва · Росія                                                                                                   | 4,91 WR  | Світлана Феофанова · Росія                                                                                         | 4,75     | Анна Роґовська · Польща                                                          | 4,70     |
| Стрибки у довжину                       | Тетяна Лебедєва · Росія                                                                                                   | 7,07     | Ірина Сімагіна · Росія                                                                                             | 7,05     | Тетяна Котова · Росія                                                            | 7,05     |
| Потрійний стрибок                       | Франсуаз Мбанґо · Камерун                                                                                                 | 15,30    | Хрисопії Деветзі · Греція                                                                                          | 15,25    | Тетяна Лебедєва · Росія                                                          | 15,14    |
| Штовхання ядра                          | Юмілейді Кумба · Куба | 19,59    | Надін Кляйнерт · Німеччина                                                                                         | 19,55    | Надія Остапчук · Білорусь                                                        | 19,01    |
| Метання диска                           | Наталія Садова · Росія | 67,02    | Анастасія Келесіду · Греція                                                                                        | 66,68    | Вера Поспішилова-Цехлова · Чехія                                                 | 66,08    |
| Метання молота                          | Ольга Кузенкова · Росія                                                                                                   | 75,02 OR | Їпсі Морено · Куба                                                                                                 | 73,36    | Юнайка Кроуфорд · Куба                                                           | 73,16    |
| Метання списа                           | Ослейдіс Менендес · Куба                                                                                                  | 71,53 OR | Штеффі Неріус · Німеччина                                                                                          | 65,82    | Мірела Маніяні · Греція                                                          | 64,29    |
|                                         | |          | |          |                                                                                  |          |
| Семиборство                             | Кароліна Клюфт · Швеція                                                                                                   | 6952     | Аустра Скуїте · Литва                                                                                              | 6435     | Келлі Сатертон · Велика Британія                                                 | 6424     |

## Медальний залік
| Місце | Країна                   | Золото | Срібло | Бронза | Загалом |
| ----- | ------------------------ | ------ | ------ | ------ | ------- |
| 1     | США                      | 9      | 11     | 5      | 25      |
| 2     | Росія                    | 6      | 7      | 6      | 19      |
| 3     | Велика Британія          | 3      | 0      | 1      | 4       |
| 4     | Швеція                   | 3      | 0      | 0      | 3       |
| 5     | Ефіопія                  | 2      | 3      | 2      | 7       |
| 6     | Греція                   | 2      | 2      | 1      | 5       |
| 7     | Куба                     | 2      | 1      | 2      | 5       |
| 7     | Ямайка                   | 2      | 1      | 2      | 5       |
| 9     | Марокко                  | 2      | 1      | 0      | 3       |
| 10    | Італія                   | 2      | 0      | 1      | 3       |
| 11    | КНР                      | 2      | 0      | 0      | 2       |
| 11    | Японія                   | 2      | 0      | 0      | 2       |
| 13    | Кенія                    | 1      | 4      | 2      | 7       |
| 14    | Литва                    | 1      | 1      | 0      | 2       |
| 15    | Білорусь                 | 1      | 0      | 2      | 3       |
| 15    | Чехія                    | 1      | 0      | 2      | 3       |
| 17    | Багамські Острови        | 1      | 0      | 1      | 2       |
| 17    | Польща                   | 1      | 0      | 1      | 2       |
| 19    | Камерун                  | 1      | 0      | 0      | 1       |
| 19    | Домініканська Республіка | 1      | 0      | 0      | 1       |
| 19    | Норвегія                 | 1      | 0      | 0      | 1       |
| 22    | Румунія                  | 0      | 2      | 1      | 3       |
| 23    | Німеччина                | 0      | 2      | 0      | 2       |
| 23    | ПАР                      | 0      | 2      | 0      | 2       |
| 25    | Австралія                | 0      | 1      | 2      | 3       |
| 25    | Іспанія                  | 0      | 1      | 2      | 3       |
| 25    | Україна                  | 0      | 1      | 2      | 3       |
| 28    | Данія                    | 0      | 1      | 1      | 2       |
| 28    | Португалія               | 0      | 1      | 1      | 2       |
| 30    | Угорщина                 | 0      | 1      | 0      | 1       |
| 30    | Латвія                   | 0      | 1      | 0      | 1       |
| 30    | Мексика                  | 0      | 1      | 0      | 1       |
| 30    | Туреччина                | 0      | 1      | 0      | 1       |
| 34    | Франція                  | 0      | 0      | 2      | 2       |
| 34    | Нігерія                  | 0      | 0      | 2      | 2       |
| 36    | Бразилія                 | 0      | 0      | 1      | 1       |
| 36    | Еритрея                  | 0      | 0      | 1      | 1       |
| 36    | Естонія                  | 0      | 0      | 1      | 1       |
| 36    | Казахстан                | 0      | 0      | 1      | 1       |
| 36    | Словенія                 | 0      | 0      | 1      | 1       |